# 別府市立北部中学校
別府市立北部中学校（べっぷしりつ ほくぶちゅうがっこう）は、大分県別府市大字亀川にある公立中学校。

## 概要
1949年（昭和24年）4月に、別府市立石垣中学校及び別府市立亀川中学校を統合し、別府市立第四中学校として開校。1951年（昭和26年）に別府市立北部中学校に名称を変更した。1969年（昭和44年）に現在地に移転。跡地には上人地区の人口増に伴い別府市立上人小学校（別府市上人西）が開校した。
通学区は、別府市立亀川小学校区全部、別府市立上人小学校区全部である。

## 部活動
- 野球部
- サッカー部
- 陸上部
- ソフトテニス部
- バスケットボール部
- バレーボール部
- 吹奏楽部
- 美術部[5]

### 社会体育
- 硬式テニス部
- バドミントン部
- 剣道部
- 新体操部
- 水泳部

### 部活動成績
2010年度
- 吹奏楽部
  - 2010年度-2013年度 大分県吹奏楽コンクール中学校Aの部 金賞
  - 2012年度 九州吹奏楽コンクール中学校の部 銅賞
  - 2013年度 九州吹奏楽コンクール中学校の部 銀賞

- 男子バスケットボール部
  - 2012年度 全国中学校体育大会 ベスト8

## その他活動の成績
- 創造アイデアロボットコンテスト全国中学生大会
  - 2009年度 TEAM-HOKUBU：大分県大会 優勝
  - 2010年度 TEAM-HOKUBU：大分県大会 ロボコン大賞 優勝、九州地区大会 第3位
  - 2011年度 TEAM-HOKUBU：大分県大会 ロボコン大賞 優勝、九州地区大会 第3位勝全国大会 ベスト8